# Luge aux Jeux olympiques de 2018 – Simple hommes
Navigation
Sotchi 2014 Pékin 2022
L'épreuve individuelle masculine de luge des Jeux olympiques d'hiver de 2018 a lieu le 10 et le 11 février 2018. L'Autrichien David Gleirscher est titré.

## Déroulement de la compétition
Le double tenant du titre, Felix Loch arrive en grand favori pour se succéder à lui-même. En tête, au bout de trois manches, l'Allemand commet une grosse faute dans la dernière et se retrouve éjecter du podium (Il finit cinquième). Le titre échoue à David Gleirscher, qui remporte, là, la première médaille d'or pour l'Autriche depuis cinquante ans (et Manfred Schmid à Grenoble). Gleirscher n'était pas encore monté sur un podium de Coupe du monde. Meilleur temps de la première manche, il est troisième à l'issue de la troisième, derrière Felix Loch et Chris Mazdzer. L'Autrichien profite de la contre-performance de l'Allemand et d'un gain de plus de quatre centièmes sur l’Américain pour l'emporter. Deuxième, Mazdzer est, cependant, le premier Américain à obtenir une médaille olympique en luge simple hommes. 

## Calendrier
| Date       | Heure | Épreuve  |
| ---------- | ----- | -------- |
| 10 février | 19:10 | Manche 1 |
| 10 février | 19:10 | Manche 2 |
| 11 février | 18:50 | Manche 3 |
| 11 février | 18:50 | Manche 4 |

## Médaillés
| Or                          | Argent                     | Bronze                      |
| David Gleirscher (Autriche) | Chris Mazdzer (États-Unis) | Johannes Ludwig (Allemagne) |

## Résultats
| Rang                                | Nom                 | Nation             | Course 1 | Course 2 | Course 3 | Course 4 | Total          |
| ----------------------------------- | ------------------- | ------------------ | -------- | -------- | -------- | -------- | -------------- |
| Médaille d'or, Jeux olympiques      | David Gleirscher    | Autriche           | 47.652   | 47.835   | 47.584   | 47.631   | 3 min 10 s 702 |
| Médaille d'argent, Jeux olympiques  | Chris Mazdzer       | États-Unis         | 47.800   | 47.717   | 47.534   | 47.677   | 3 min 10 s 728 |
| Médaille de bronze, Jeux olympiques | Johannes Ludwig     | Allemagne          | 47.764   | 47.940   | 47.625   | 47.603   | 3 min 10 s 932 |
| 4                                   | Dominik Fischnaller | Italie             | 47.930   | 47.967   | 47.562   | 47.475   | 3 min 10 s 934 |
| 5                                   | Felix Loch          | Allemagne          | 47.674   | 47.625   | 47.560   | 48.109   | 3 min 10 s 968 |
| 6                                   | Samuel Edney        | Canada             | 47.862   | 47.755   | 47.759   | 47.645   | 3 min 11 s 021 |
| 7                                   | Kevin Fischnaller   | Italie             | 47.853   | 47.793   | 47.596   | 47.812   | 3 min 11 s 054 |
| 8                                   | Roman Repilov       | Russie (OAR)       | 47.776   | 47.740   | 47.948   | 47.644   | 3 min 11 s 108 |
| 9                                   | Wolfgang Kindl      | Autriche           | 47.955   | 47.858   | 47.799   | 47.521   | 3 min 11 s 133 |
| 10                                  | Andi Langenhan      | Allemagne          | 48.083   | 47.850   | 47.630   | 47.870   | 3 min 11 s 433 |
| 11                                  | Kristers Aparjods   | Lettonie           | 47.822   | 47.834   | 47.858   | 47.952   | 3 min 11 s 456 |
| 12                                  | Reid Watts          | Canada             | 47.960   | 47.895   | 47.787   | 47.848   | 3 min 11 s 490 |
| 13                                  | Stepan Fedorov      | Russie (OAR)       | 48.035   | 47.936   | 47.755   | 47.882   | 3 min 11 s 608 |
| 14                                  | Semen Pavlichenko   | Russie (OAR)       | 48.337   | 47.923   | 47.716   | 47.883   | 3 min 11 s 859 |
| 15                                  | Reinhard Egger      | Autriche           | 48.221   | 47.903   | 47.963   | 47.840   | 3 min 11 s 927 |
| 16                                  | Mitchel Malyk       | Canada             | 48.075   | 48.050   | 47.952   | 47.869   | 3 min 11 s 946 |
| 17                                  | Emanuel Rieder      | Italie             | 48.040   | 48.047   | 47.972   | 48.082   | 3 min 12 s 141 |
| 18                                  | Taylor Morris       | États-Unis         | 48.072   | 48.793   | 47.858   | 47.824   | 3 min 12 s 547 |
| 19                                  | Maciej Kurowski     | Pologne            | 48.103   | 48.467   | 48.158   | 47.885   | 3 min 12 s 613 |
| 20                                  | Inārs Kivlenieks    | Lettonie           | 48.274   | 48.370   | 48.066   | 48.112   | 3 min 12 s 822 |
| 21                                  | Ondřej Hyman        | République tchèque | 48.324   | 48.276   | 48.313   |          |                |
| 22                                  | Adam Rosen          | Grande-Bretagne    | 48.477   | 48.410   | 48.280   |          |                |
| 23                                  | Anton Dukach        | Ukraine            | 48.888   | 48.307   | 48.303   |          |                |
| 24                                  | Arturs Dārznieks    | Lettonie           | 48.305   | 48.671   | 48.602   |          |                |
| 25                                  | Jozef Ninis         | Slovaquie          | 47.833   | 50.014   | 48.095   |          |                |
| 26                                  | Tucker West         | États-Unis         | 48.484   | 47.942   | 49.593   |          |                |
| 27                                  | Mateusz Sochowicz   | Pologne            | 49.047   | 48.203   | 48.930   |          |                |
| 28                                  | Alexander Ferlazzo  | Australie          | 48.073   | 48.587   | 49.351   |          |                |
| 29                                  | Valentin Crețu      | Roumanie           | 49.030   | 49.085   | 48.424   |          |                |
| 30                                  | Lim Nam-kyu         | Corée du Sud       | 49.461   | 48.951   | 48.620   |          |                |
| 31                                  | Andrei Turea        | Roumanie           | 49.482   | 48.489   | 49.314   |          |                |
| 32                                  | Giorgi Sogoiani     | Géorgie            | 49.300   | 49.151   | 49.008   |          |                |
| 33                                  | Rupert Staudinger   | Grande-Bretagne    | 49.626   | 49.259   | 48.957   |          |                |
| 34                                  | Shiva Keshavan      | Inde               | 50.578   | 48.710   | 48.900   |          |                |
| 35                                  | Jakub Šimoňák       | Slovaquie          | 51.724   | 48.690   | 48.522   |          |                |
| 36                                  | Nikita Kopyrenko    | Kazakhstan         | 50.147   | 50.327   | 49.244   |          |                |
| 37                                  | Pavel Angelov       | Bulgarie           | 51.569   | 49.449   | 50.094   |          |                |
| 38                                  | Lien Te-an          | Taipei chinois     | 52.121   | 51.472   | 50.545   |          |                |
| 39                                  | Tilen Sirše         | Slovénie           | 49.887   | 58.776   | 49.646   |          |                |
| 40                                  | Andriy Mandziy      | Ukraine            | 1.02.935 | 48.473   | 47.981   |          |                |